# Fuerte romano de Caister
El fuerte romano de Caister es una fortificación romana de la costa sajona, ubicada en Caister-on-Sea, Norfolk, Inglaterra. El fuerte fue construido alrededor del año 200 d. C. para albergar una unidad militar y naval romana y estuvo ocupado hasta alrededor del 370-390 d. C. Este fuerte posiblemente se conocía como Gariannonum, aunque el único registro que lo describe como tal también puede referirse al sitio romano en Burgh Castle.

## Descripción
El fuerte comprendía originalmente una superficie de 3,5 ha (8,6 acre), de una forma aproximadamente cuadrada, con grandes muros perimetrales de piedra de 4 a 5 m (13,1 a 16,4 pies) de altura, rampas de tierra y fosos de 175 m (574,1 pies) de longitud en los cuatro lados. Había torres defensivas en las esquinas y puertas de entrada fortificadas en el medio de cada lado.
Al momento de su construcción, el sitio del fuerte habría estado en el lado norte de un estuario, con una calle empedrada desde la puerta sur del fuerte que conducía una corta distancia a un puerto o a muelles. Alrededor del año 260 d. C., se construyó un fuerte en Burgh Castle, en el lado opuesto del estuario, y ambas fortificaciones probablemente servían para proteger conjuntamente la navegación romana en el estuario.
Entre 1951 y 1955, se excavó una sección del fuerte y las estructuras principales quedaron expuestas, incluida parte de la puerta sur, la sección occidental de las defensas perimetrales del muro sur, los cimientos de los edificios y la carretera principal. El resto del sitio, aproximadamente unas 3,15 ha (7,8 acre) se encuentra bajo viviendas.

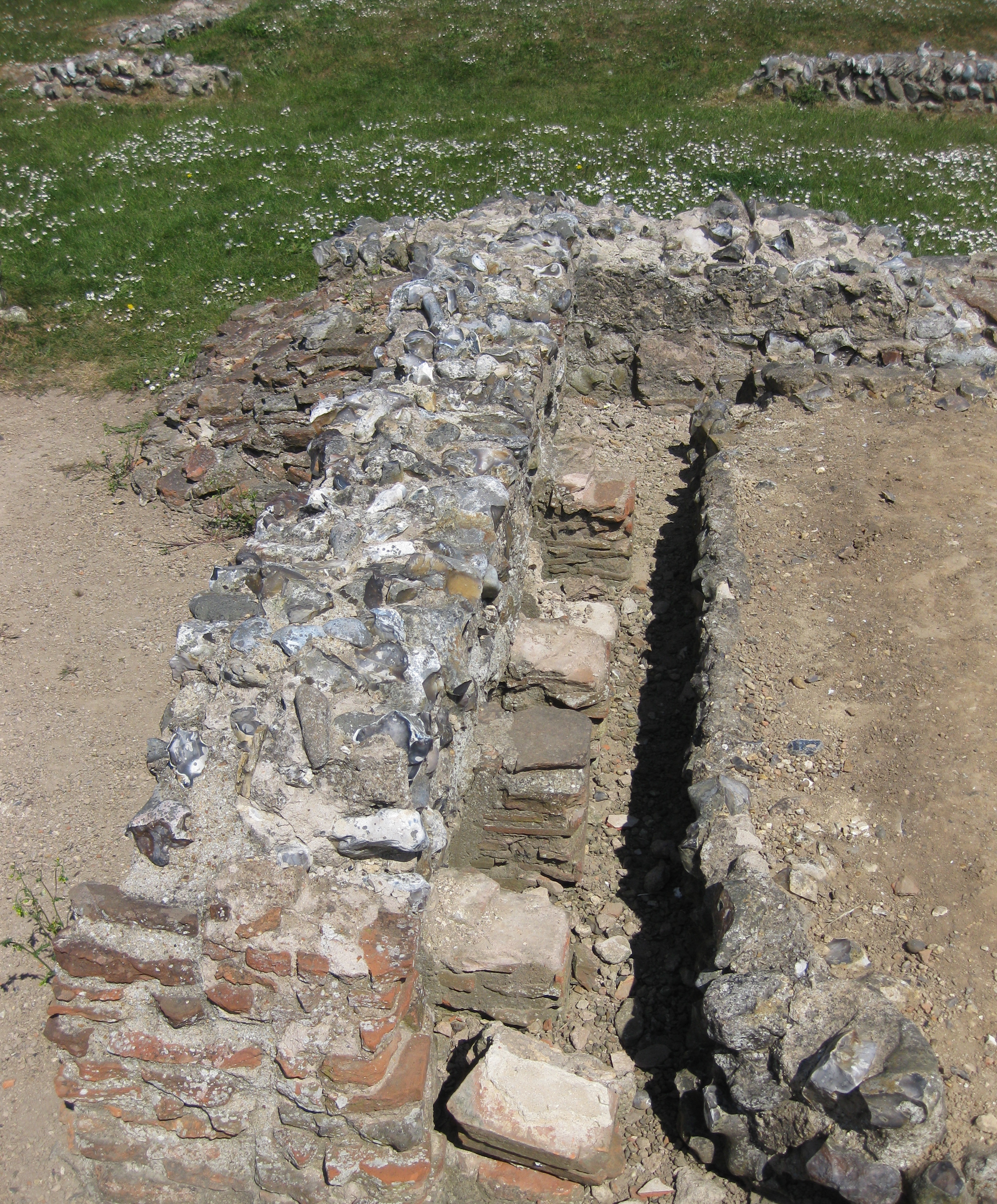
Detalle del hipocausto en el sitio.

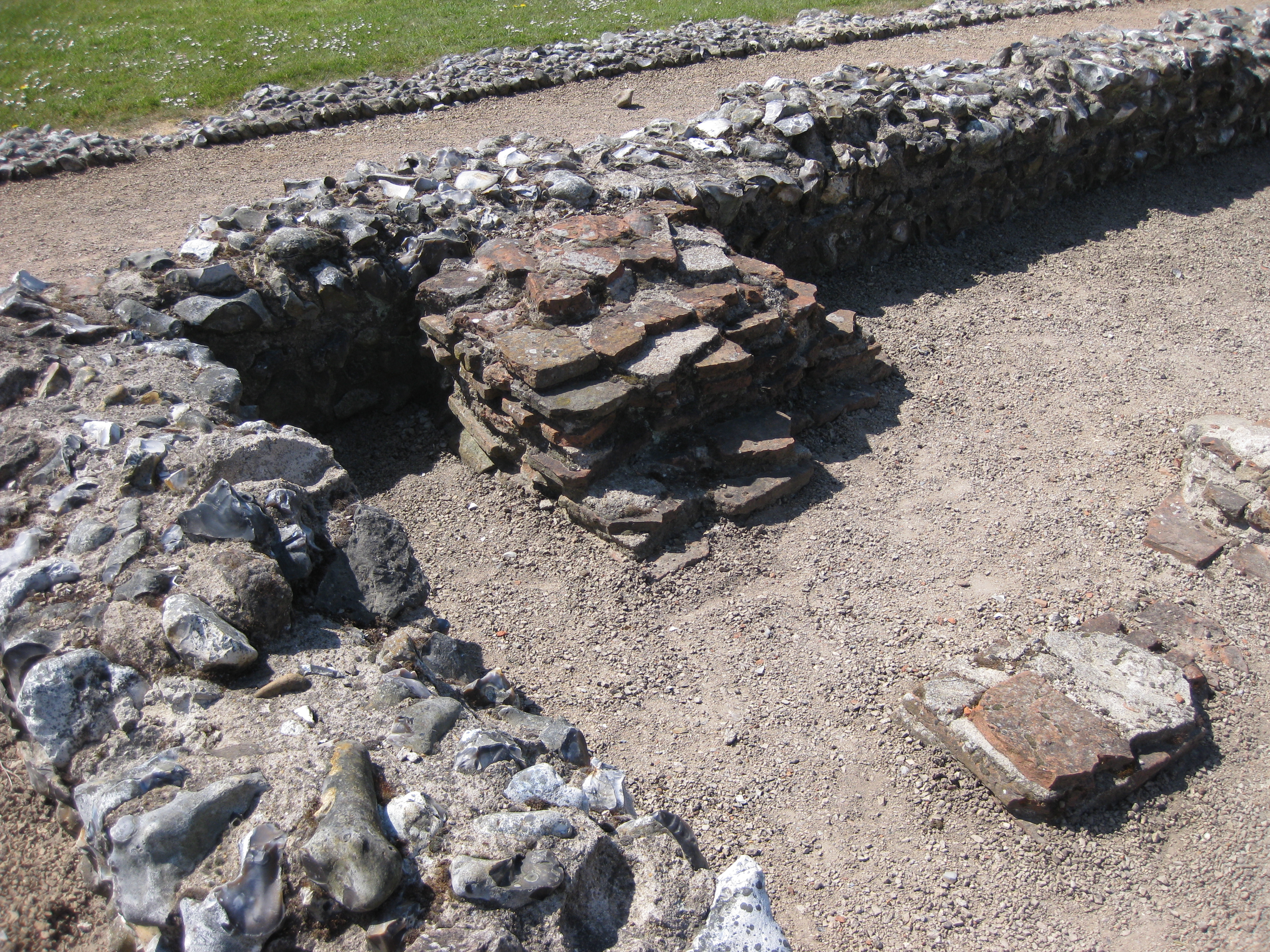
Detalle de parte de la estructura de un edificio

Dentro de la actual entrada para visitantes, hay una gran zanja defensiva, la más interna de una serie de zanjas alrededor del fuerte, parte de la puerta sur, y a la izquierda de la puerta se aprecian los restos de una pequeña recámara de guardia rectangular.
Justo al norte del muro sur, y en una alineación aproximada de este a oeste, se encuentran los restos de un edificio de aproximadamente 45 m (147,6 pies) de longitud con al menos seis habitaciones de tamaño desigual, y otra ala del edificio se extiende hacia el norte en el extremo occidental. En el lado sur hay un muro paralelo que podría ser parte de un pórtico, y quizás también habría servido para retener la cara interior del banco de tierra detrás del muro sur del fuerte. La segunda sala del oeste contiene un ejemplo de un suelo radiante tipo hipocausto. En el lado norte del edificio hay un corredor que recorre los lados sur y sureste de un patio rectangular. Se estima que el edificio estuvo en uso durante los últimos siglos III y IV d. C. y probablemente haya cumplido varias funciones domésticas e industriales en diferentes momentos. Hay evidencia de que el edificio fue severamente dañado por un incendio a finales del siglo IV. Dentro del área del patio hay partes de otros edificios posiblemente anteriores, que incluyen varias estructuras y los restos de un horno secador de maíz y un tanque de agua.
Después de la ocupación romana, el sitio permaneció desocupado hasta el período sajón medio y tardío (entre 650-850 y 850-1066 d. C.), hasta que se estableció un asentamiento cerca del centro del fuerte. Al sur del fuerte se ha excavado un gran cementerio sajón.